# Tlacuatzin sinaloae
Tlacuatzin sinaloae is een zoogdier uit de familie van de opossums (Didelphidae). De wetenschappelijke naam van de soort werd voor het eerst geldig gepubliceerd door Joel Asaph Allen in 1898.

## Taxonomie
De soort werd tot 2018 als een synoniem van Tlacuatzin canescens canescens beschouwd, maar werd op basis van genetisch en morfometrisch onderzoek tot aparte soort verheven.

## Voorkomen
De soort komt voor van Sonora tot Colima in Mexico.